# Paranisopodus hovorei
Paranisopodus hovorei är en skalbaggsart som beskrevs av Monné M. L. och Monné M. A. 2007. Paranisopodus hovorei ingår i släktet Paranisopodus och familjen långhorningar.
Artens utbredningsområde är Costa Rica. Inga underarter finns listade i Catalogue of Life.